# Giacomo della Porta

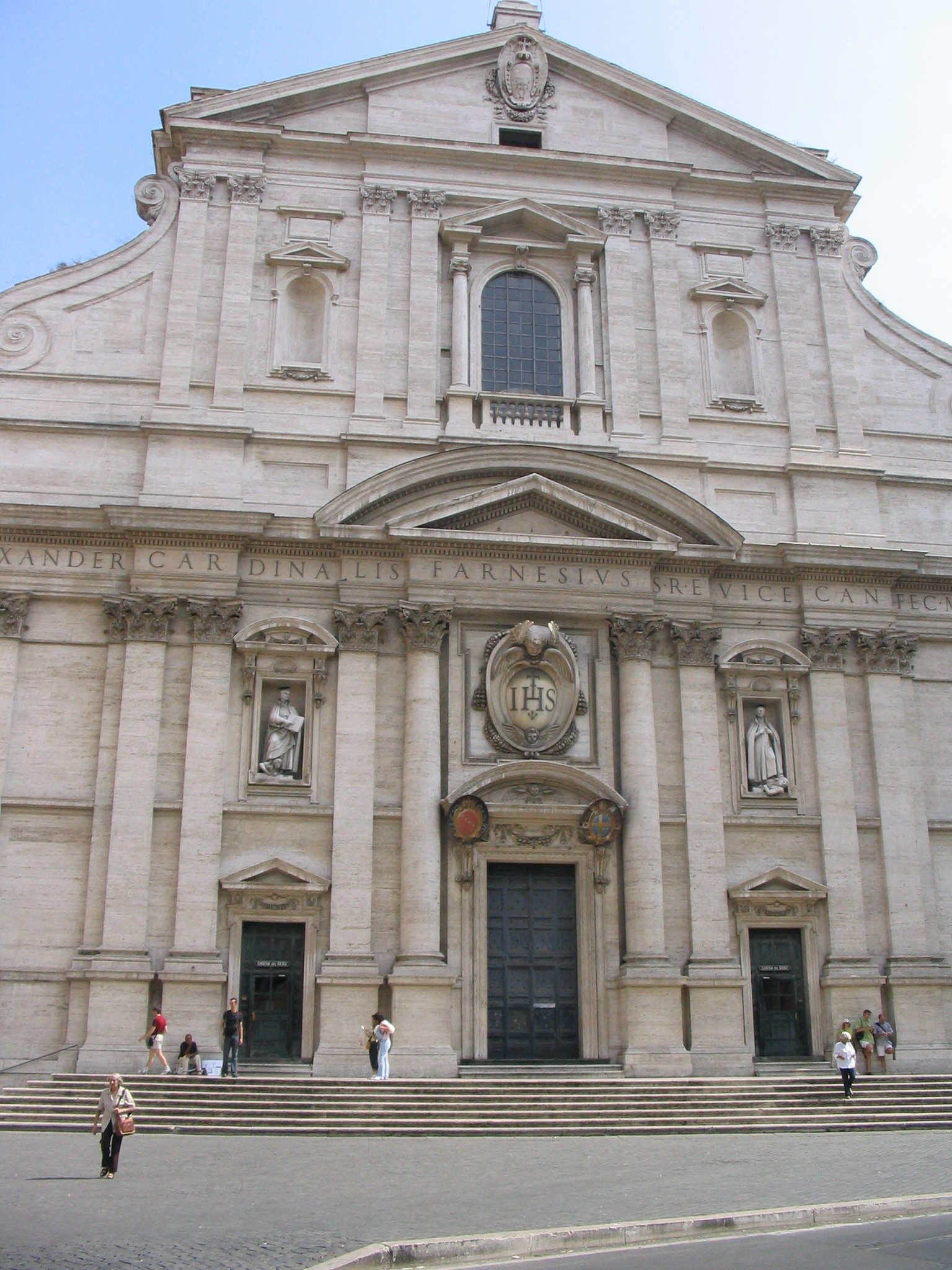
Il Gesù

Giacomo della Porta (n. 1532, Porlezza, Lombardia, Italia – d. 3 septembrie 1602, Roma, Statele Papale) a fost un arhitect și sculptor italian, elev al lui Michelangelo. 

## Cariera artistică
După 1563 a executat planurile lui Michelangelo de reamenajare a Pieței Capitoliului, cu Palatul Conservatorilor și Palatul Senatorilor din Roma. În 1573 i-a fost încredințată conducerea lucrărilor de construcție la Il Gesù, biserica principală a ordinului iezuit. În 1584 a terminat fațada edificiului, construită după planurile sale. 
Tot în 1573 i-a fost încredințată pentru un an conducerea lucrărilor de construție la Catedrala Sfântul Petru din Roma, a cărei cupolă a definitivat-o împreună cu Domenico Fontana între 1588–1590. Spre deosebire de planul lui Michelangelo, cei doi au înălțat cupola cu încă patru metri.

## Lucrări
În ordine cronologică:
- Oratoriul Santissimo Crocifisso
- Chiesa del Gesù
- Fântâna de la Palazzo Borghese
- Fântâna din Piazza Colonna
- Palatul Senatorilor din Piața Capitoliului
- Palazzo della Sapienza
- Palatul Capizucchi
- Santa Maria ai Monti
- Biserica Sfântul Atanasie din Roma (Sant'Atanasio dei Greci)
- Proiectul fațadei bisericii San Luigi dei Francesi
- Proiectul pentru Fontana delle Tartarughe
- Biserica Santa Maria Scala Coeli din Roma
- Palatul Marescotti
- Palatul Serlupi
- Santa Trinità dei Monti
- Fontana di Piazza alli Monti
- Cupola Catedralei San Pietro
- Fântâna din Piazza di Santa Maria in Campitelli
- Fântâna vis a vis de Santi Venanzio e Ansovino
- Fontana della Terrina
- Palazzo Fani
- San Paolo alle Tre Fontane
- San Nicola in Carcere
- Palatul Albertoni Spinola
- Villa Aldobrandini din Frascati
- Capela Aldobrandini din Santa Maria sopra Minerva